# Miloš Bodlák
Miloš Bodlák (24. srpna 1922 Líšeň – 1. ledna 1945 Hoy) byl český pilot 311. československé bombardovací perutě.

## Život

### Před druhou světovou válkou
Miloš Bodlák se narodil 24. srpna 1922 v Líšni u Brna v rodině legionáře a příslušníka finanční stráže Stanislava Bodláka a Veroniky, rozené Mülly. Vychodil čtyři ročníky měšťanské školy, vyučil se elektromechanikem a jemnomechanikem a započal studium na průmyslové škole v Brně. Maturitu úspěšně absolvoval až v roce 1944 ve Spojeném království.

### Druhá světová válka
Po německé okupaci opustil Miloš Bodlák 28. ledna 1940 ilegálně Protektorát Čechy a Morava. Společně se třemi dalšími uprchlíky odjel den předem vlakem z Brna do Veselí nad Moravou, odkud se vydali k pěšímu přechodu Bílých Karpat. Podcenili terén i počasí a zcela vyčerpaní dorazil do Hrubé Vrbky. Přestože zde neměli nic domluveno, místní se jich ujali a v ranních hodinách je převedli na Slovensko. Odtud již úspěšně pokračovali přes Maďarsko, Jugoslávii, Turecko, Sýrii a Palestinu do Francie, kam dorazili 24. dubna a o den později v Marseille vstoupili do zde vznikající jednotky Československé armády v zahraničí. Po pádu Francie v červnu 1940 se Miloš Bodlák evakuoval do Spojeného království, kde byl 24. července téhož roku přijat do Royal Air Force a zařazen k pozemnímu personálu 311. československé bombardovací perutě. Mezi březnem 1941 a květnem 1942 sloužil na základně RAF ve Farnborough, poté opět jako člen pozemního personálu 311. perutě. Dne 12. srpna 1942 nastoupil k pilotnímu výcviku a po jeho ukončení se 1. července 1944 opět vrátil k 311. peruti. Účastnil protiponorkových hlídkových letů nad oceánem. Dne 1. ledna 1945 ve večerních hodinách odstartoval na pozici druhého pilota stroje Consolidated B-24 Liberator GR Mk.V FL949 PP-Y pod velením Oldřicha Bureše z letiště ve skotském Tainu k dalšímu hlídkovému letu nad Severní moře. 38 minut po startu letoun narazil do skály ostrova Hoy na Orknejích. Všichni členové posádky zahynuli. Miloš Bodlák je pohřben na hřbitově u kostela St Duthus v Tainu. Dosáhl hodnosti četaře.

## Rodina
Otec Miloše Bodláka Stanislav Bodlák byl italským legionářem, v roce 1919 bojoval proti Maďarům, následně působil jako příslušník finanční stráže a za Stráže obrany státu. On, jeho manželka Veronika, syn Stanislav a dcera Alice byli jako příbuzní Miloše Bodláka 17. září 1942 zatčeni v rámci akce Emigranten. Stanislav Bobák byl vězněn v Brně, od února 1943 pak v Auschwitz, kde 14. dubna téhož roku zahynul. Manželka, syn a dcera byly internováni v internačním táboře Svatobořice a válku přežili.

## Ocenění

### Vyznamenání
- Pamětní medaile československé armády v zahraničí

### Posmrtná ocenění
- Po Miloši Bodlákovi byla v roce 1948 pojmenována jedna z ulic v jeho rodné Líšni[3]
- Miloš Bodlák byl v roce 1991 in memoriam povýšen do hodnosti podplukovníka